# Cambridge (Maine)
Cambridge – wieś w Stanach Zjednoczonych, w stanie Maine, w hrabstwie Somerset.